# Теорема Крамерса
Теорема Крамерса — квантово-механічне твердження про те, що в системі з напівцілим спіном та гамільтоніаном інваріантним щодо операції зміни напрямку часу будь-який енергетичний стан є принаймні дворазово виродженим. Зокрема це стосується основного стану. Теорема носить ім'я Ганса Крамерса, який сформулював її в 1930 році.
Оператор зміни напрямку часу визначається як 
{\displaystyle T:t\mapsto -t.}
Водночас змінюється знак деяких інших фізичних величин, наприклад, імпульсу та моменту імпульсу. Це означає також, що міняє знак спін. Якщо гамільтоніан комутує з оператором зміни напрямку часу: 
{\displaystyle [H,T]=0,},
то для будь-якого стану  {\displaystyle |n\rangle },  що є власним станом оператора енергії — гамільтоніана, стан {\displaystyle T|n\rangle } теж є власним станом з тією ж енергією.

## Виноски
1. ↑  Kramers, H. A., Proc. Amsterdam Acad. 33, 959 (1930)